# Otto Flimm

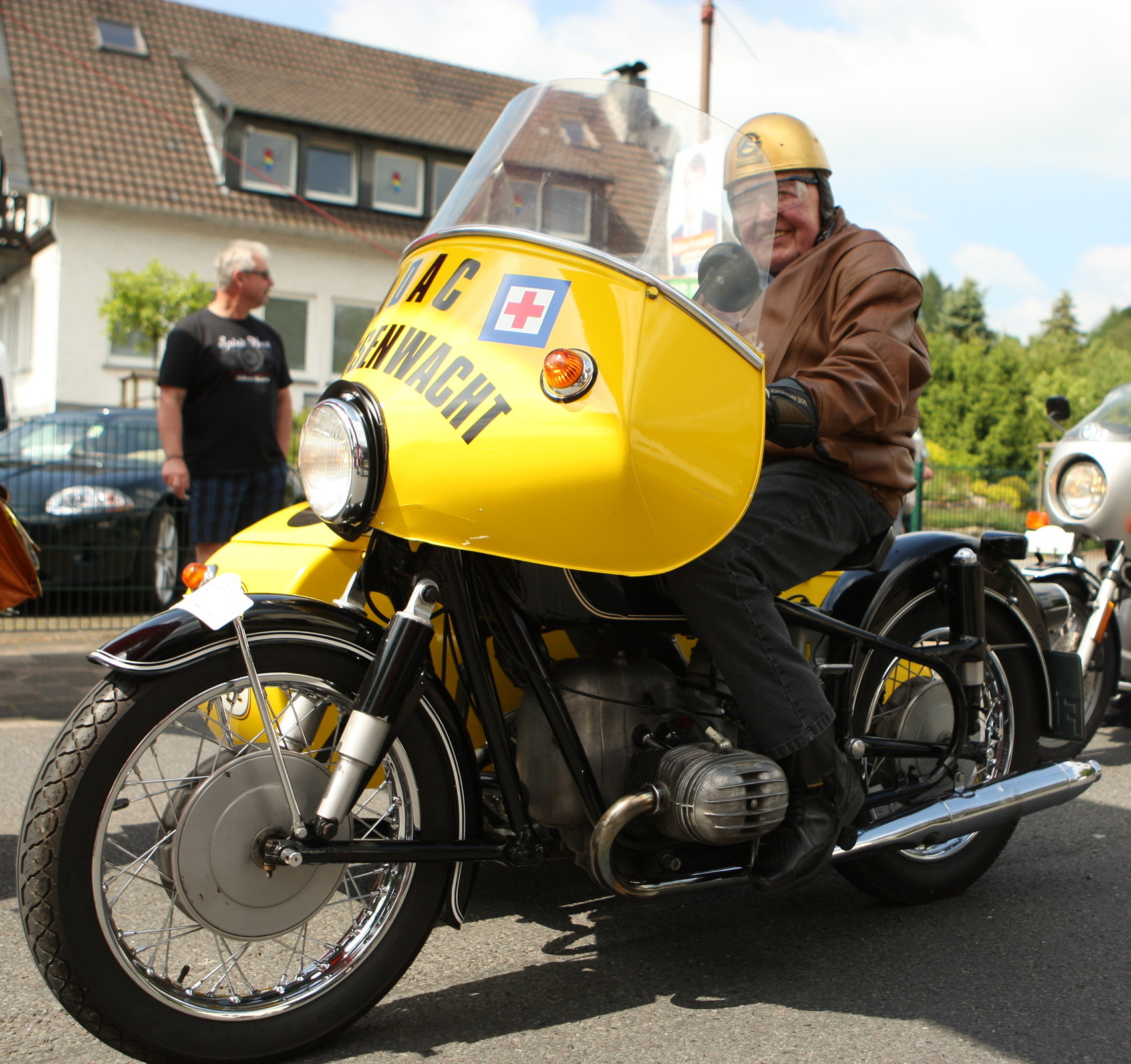
Otto Flimm (2014)

Otto Flimm (* 18. Mai 1929 in Köln; † 10. Februar 2020 in Brühl) war ein deutscher Unternehmer und Präsident des ADAC.

## Leben
Otto Flimm wurde als Sohn von Carl Flimm geboren, der in Köln drei Wein- und Spirituosengeschäfte betrieb. Er besuchte ab 1940 die in Hürth neu gegründete einzige Mittelschule im Kölner Umland und verließ sie 1947 mit der Mittleren Reife. Von 1948 bis 1950 machte er eine Ausbildung zum Industriekaufmann.
1957 übernahm er in dem nach dem Krieg als Spirituosengroßhandelsfirma weitergeführten Unternehmen seines Vaters, das seit 1952 als Hauptprodukt den in Köln und Umgebung sehr beliebten Magenbitter Kabänes produzierte, als Komplementär Verantwortung. 1976 wurde der Betrieb vergrößert und nach Brühl verlagert. 1992 übergab er die Geschäftsführung an seinen Sohn.
Mit seiner 2008 verstorbenen Frau Christa hatte er zwei Töchter und drei Söhne. Der älteste Sohn starb 1962. Otto Flimm starb am 10. Februar 2020 im Alter von 90 Jahren im Marienhospital Brühl an den Folgen eines Unfalls und wurde am 19. Februar 2020 auf dem Südfriedhof in Brühl beigesetzt. 

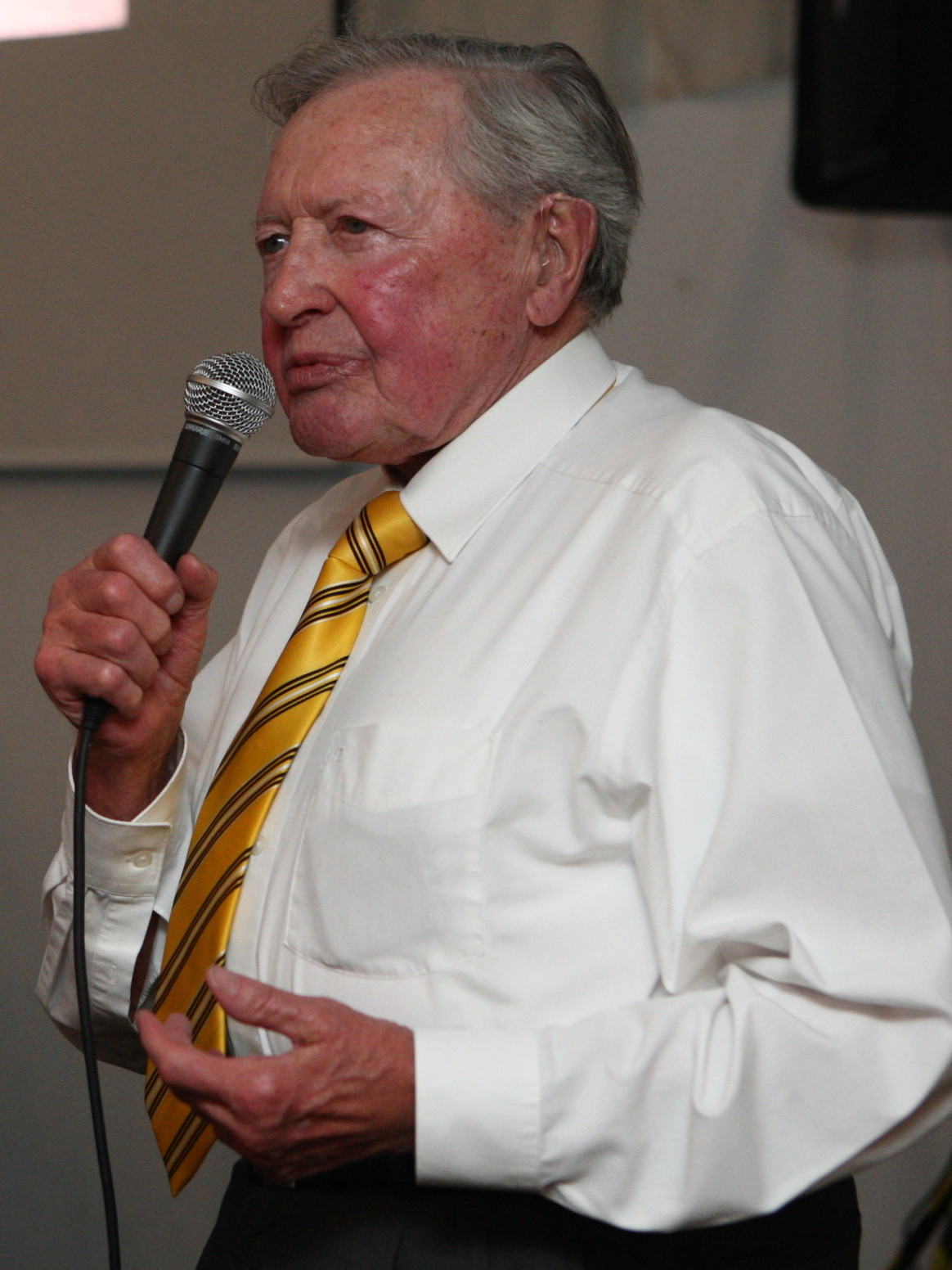
Otto Flimm (2012)

## Funktionärstätigkeit
Als Jugendlicher interessierte sich Flimm vor allem für Automobil- und Motorradrennsport. 1950 trat er in den ADAC ein und gründete in Brühl den Brühler Club für Motorsport im ADAC. Zwischen 1952 und 1954 war er zweimaliger deutscher Motorradmeister in der Klasse bis 500 cm³ mit einer NSU Max. 1950 kam ebenfalls unter seinem Vorsitz eine Segelabteilung dazu, die am Heider Bergsee, einem der Seen im rekultivierten Südrevier des Braunkohleabbaugebietes in der Nähe Brühls, ihren Standort hat. Des Weiteren war er auch Vorsitzender des Reit- und Fahrvereins Birkhof-Ville, der ein Reitsportzentrum im Naturpark Rheinland betreibt.
1959 wurde Flimm in den Vorstand des ADAC-Nordrhein gewählt. Ab 1972 war er 1. Vizepräsident des ADAC, von 1989 bis 2001 Präsident. 1981 gründete er den Förderverein „Ja zum Nürburgring“, der damals vor der Schließung stand. Ihm zu Ehren wurde dort eine Straße benannt. Auf seine Initiative hin wurde im März 1990 der ADAC in der DDR gegründet. Er war auch Promotor der Zusammenarbeit der Europäischen Automobilclubs; seit 1991 arbeiten diese im ARC-Europe zusammen. Zu seinem Ausscheiden aus dem Präsidium wurde ihm die Ehrenpräsidentschaft verliehen. Anschließend war der leidenschaftliche Motorradfahrer einer der Schirmherren des Vereins MEHRSi, der sich um mehr Sicherheit für Motorradfahrer bemüht.

## Ehrungen und Auszeichnungen
- Bundesverdienstkreuz am Bande des Verdienstordens der Bundesrepublik Deutschland
- Bundesverdienstkreuzes 1. Klasse des Verdienstordens der Bundesrepublik Deutschland